# Шиїтський заколот у Ємені

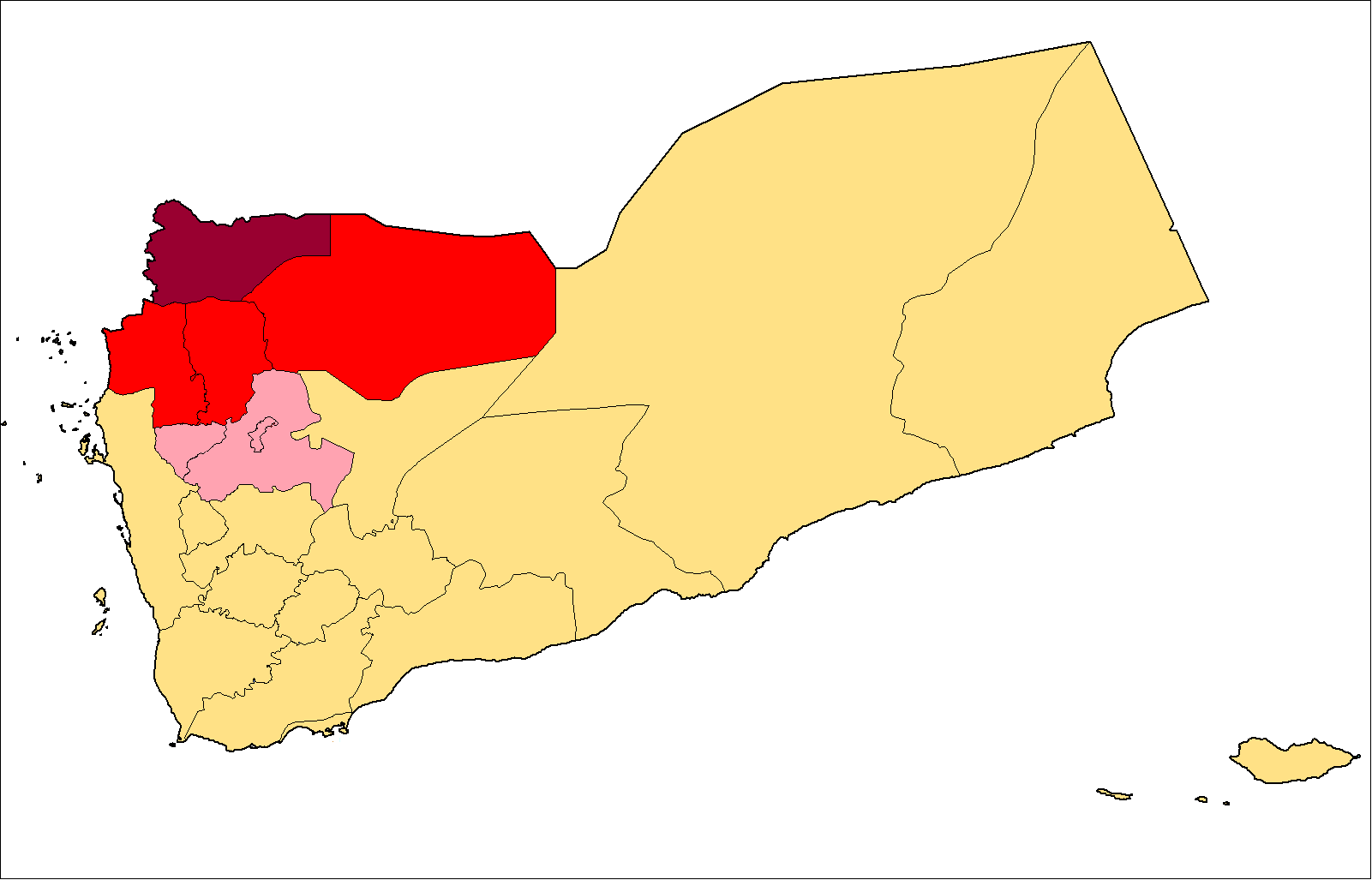
Територія конфлікту

Шиїтський заколот у Ємені (араб.  نزاع صعدة  — «Конфлікт в Сааді») — збройне протистояння в Ємені між військами центрального уряду і шиїтським (зейдитським) ополченням хуситів, яке спалахнуло в червні 2004 року.

## Початок конфлікту
Шиїти, які проживають на півночі країни, вимагають автономії. Вони стверджують, що воюють проти корумпованого уряду сунітської більшості і альянсу країни з США. Влада, у свою чергу, звинувачують їх у прагненні відновити владу королівського сімейства Зайди, яка була повалена в 1962 році.
Епіцентром протистояння стала гориста провінція Саада. Заколот очолив імам Хусейн Бадр ад-Дін Аль-Хуси, що спирався на опозиційну шиїтську партію «Аш-Шабаб аль-Мумін» («Православна молодь»). Після його загибелі, повстання очолив Абдель Малік аль-Хуси. Бунтівники проголосили своєю метою відтворення теократичної держави, скасованої в результаті революції 1962 року. За повідомленнями офіційного Ємену шиїтські заколотники отримували допомогу з боку шиїтського Ірану.
- У ніч з 9 на 10 вересня 2009 Єменські солдати знищили 17 бойовиків шиїтів і затримали чотирьох. Бій проходив в північній провінції Саада, повідомило 10 вересня агентство Reuters з посиланням на військові джерела в Ємені. За словами військових, солдатам вдалося вибити бойовиків шиїтів із займаних позицій і змусити відійти в гірський район[5].

- 10 вересня 2009 Президент Ємену сказав, що шиїтські бойовики — хусити (за назвою клану) отримують підтримку з Ірану, а також від іракського екстреміста Муктади ас-Садра. Бойовики, у свою чергу, стверджують, що єменський уряд репресує шиїтів, спираючись на підтримку ваххабітів з Саудівської Аравії[5].

## Військові дії військ Ємену і військ Саудівської Аравії проти шиїтських бунтівників
У листопаді 2009 року шиїтські заколотники втягнули в конфлікт збройні сили Саудівської Аравії, нав'язавши бій в районі саудівського села Джабаль ад-Дукан.
- 27 жовтня 2009 року, у районі єменсько-саудівського кордону в районі Хадрамаута було скоєно напад — бандити обстріляли єменських прикордонників, убивши не менше 7 осіб. Відповідальність за цей напад взяли на себе бойовики сунітського угруповання, асоційованого з «Аль-Каїдою»[7].

- 4 листопада 2009 року, бойовики з шиїтського клану Хуситів з території Ємену здійснили збройний напад на прикордонників королівства Саудівська Аравія. В результаті нападу один прикордонник був убитий, близько 10 отримали поранення[8]. Саудівські ЗМІ відзначили, що це було перший напад з боку хуситів за 5 років[7].

Керівництво хуситів оголосило, що встановило контроль над районом Джбейль Дукхан (де було скоєно напад на прикордонників), так як Саудівська Аравія дозволила регулярній єменській армії використати цей район для здійснення нападів на хуситів.
У відповідь на напад, ВПС Саудівської Аравії атакували табір бойовиків-хуситів.
Влада Саудівської Аравії визнали загибель 73 своїх військовослужбовців в боях з єменськими шиїтами.
- 17 грудня 2009 року — шиїтські повстанці в північній провінції Саада звинувачують США в бомбардуванні сіл і вбивстві мирних жителів, передає AFP. На це уряд Ємену відповідає, що авіаудари були нанесені єменською авіацією. Заступник держсекретаря США Філіп Кроулі теж заперечує пряму участь американських військ у придушенні повстання. У боротьбі з повстанцями єменські війська беруть участь спільно з військами сусідньої Саудівської Аравії, на територію якої вторгалися бойовики, які вбили в листопаді двох прикордонників.

Конфлікт, що триває з перервами з 2004 року, загрожує прийняти міжнародний характер. Зокрема, бойовики насильно заганяють в свої ряди біженців з Сомалі, яким вдається дістатися до Ємену, передає BBC. Найчастіше їм нічого іншого не залишається, тому що тих, хто відмовився брати участь у повстанні страчують, а біженців, які проникли на територію Саудівської Аравії, висилають назад в Ємен.

## Припинення вогню
У лютому 2010 року уряд і шиїтські лідери уклали угоду про перемир'я. Активну участь у переговорному процесі відіграла Всесвітня федерація мусульманських вчених на чолі з Юсуфом Кардауї

## Арабська весна
Однак в 2011 році шиїтські ополченці включилися в новий виток протистояння з урядом, під впливом арабської весни. В кінці 2011 року позначилося їх протистояння з неурядовими сунітськими збройними формуваннями «Ансар ас-Сунна» в районі міста Даммадж, причому сунітів підтримали бойовики «Аль-Каїди». Зіткнення продовжилися і на початку 2012 року

## 2014—2015 роки
8 липня 2014 року хусити взяли штурмом столицю однойменний мухафази, місто Амрані, в ході якого хусити розгромили і захопили штаб 310-ї бронетанкової бригади, убивши її командира Хаміда аль-Кашибі. Обидві сторони звинувачували один одного в провокації бойових дій та порушення попередньо досягнутого 23 червня перемир'я. Наступного дня після штурму ВПС Ємену здійснили авіаудари по урядових будівлях і захопленому штабу бригади.
В середині серпня 2014 хусити почали проводити в ряді регіонів країни масові демонстрації після того, як влада оголосила про скорочення субсидій на нафтопродукти, що призвело до зростання цін на бензин удвічі. Основною вимогою була відставка «корумпованого кабінету». До середини вересня на околицях столиці Ємену Сани почалися зіткнення протестуючих з силами безпеки. Уже через два дні хусити змогли зломити опір силових структур і зайняти ряд районів столиці, в тому числі захопити держустанови і встановити свої блокпости.
18 січня 2015 року повстанці викрали главу президентської канцелярії. В результаті запеклих бойових зіткнень 19 січня між хуситами і співробітниками служби охорони президента країни Абд Хаді, за наявними даними, загинули дев'ять людей, понад 60 отримали поранення.
20 січня 2015 року повстанці зайняли президентський палац в Сані. Як повідомляється, в ході зіткнень загинули двоє військовослужбовців президентської гвардії. Член політради повстанського руху «Ансар Алла» Хамза аль-Хуси заявив, що повстанці «не намагаються повалити президента», а зіткнення з частинами президентської гвардії були спровоковані самими військовослужбовцями, які відмовилися передати зброю з арсеналів на території комплексу палацу глави держави «на зберігання» повстанцям.
21 січня президент Ємену Хаді і представники хуситів досягли попередньої угоди про припинення вогню. Згідно з опублікованою інформацією, сторони дійшли згоди про те, що буде сформульований текст нової конституції, що перетворює Ємен на федеративну державу, і в інститутах влади будуть представлені всі групи населення, в тому числі хуситів. Повстанці, в свою чергу, зобов'язалися відвести свої сили з урядових об'єктів, захоплених ними, а також звільнити захопленого ними главу канцелярії президента Ахмада Авада Бін Мубарака.
22 січня президент Хаді подав прохання про відставку. При цьому, як повідомляється, парламент Ємену відмовився прийняти відставку глави держави. Члени уряду Ємену також направили президенту країни прохання про свою відставку.

## 2023— атаки на цивільні кораблі
Захоплення іноземних суден та ракетні атаки на іноземні торгівельні та вантажні кораблі у Червоному морі.